# Gymnasium im Alfred-Grosser-Schulzentrum
Das Gymnasium im Alfred-Grosser-Schulzentrum ist ein Gymnasium in Bad Bergzabern, Rheinland-Pfalz.

## Geschichte
Die Schule ist bald 500 Jahre alt.

### Die Gründung der Lateinschule in Bergzabern
Das heutige Gymnasium im Alfred-Grosser-Schulzentrum im südpfälzischen Bad Bergzabern geht zurück auf die Gründung einer Lateinschule im Jahr 1525. Bürgermeister und Ratsherren der Stadt hatten Martin Luthers Vorstellungen zur Schulreform aufgegriffen und Lehrer berufen, die das Evangelium „ohne allen Zusatz“ verkündigen sollten. Die Lateinschule bereitete die Schüler auf den Besuch der Landesschule (Gymnasium) in Hornbach vor, vermittelte aber auch denen eine weitergehende Bildung, die den Besuch des Gymnasiums nicht anstrebten.

### Vom 16. bis zum 18. Jahrhundert
Erste Lehrer in Bergzabern waren Peter Flimsbach, ein Verwandter Philipp Melanchthons, der Theologe Nikolaus Thomae sowie von 1543 bis 1547 und noch einmal von 1555 bis 1558 der englische Reformator Miles Coverdale, der 1535 in Straßburg die Bibel ins Englische übersetzt hatte und zwischenzeitlich Bischof von Exeter wurde. Von 1635 bis 1640 war die Schule aufgrund der Ereignisse des Dreißigjährigen Krieges geschlossen: die Stadt hatte in diesen Jahren achtzig Prozent ihrer Einwohner verloren, der Lehrer war verhungert, der Pfarrer hatte seinem Leben selbst ein Ende gesetzt. Auch noch in den folgenden Jahrzehnten war der Bestand der Bergzaberner Lateinschule gefährdet; geringe Schülerzahlen und wechselnde, ungeeignete oder fehlende Lehrkräfte waren dafür verantwortlich. Erst mit Beginn des 18. Jahrhunderts besserte sich die Situation, weil jetzt vor allem künstlerisch und wissenschaftlich gebildete Lateinschullehrer („Präzeptoren“) hier unterrichteten.

### Französische Revolution
Ab 1793 wurde das Bergzaberner Schulwesen durch die Ereignisse der Französischen Revolution bestimmt, denn die 1792 gegründete Südpfälzer Republik wurde 1793 Teil der französischen Republik. Schule war nun Aufgabe des Staates, die Lehrer wechselten häufig. 1807, in napoleonischer Zeit, wurde die Bergzaberner Lateinschule geschlossen.

### Wiedereröffnung
Die von den Bergzaberner Bürgern immer wieder angemahnte und 1829 erfolgte Wiedereröffnung der Lateinschule scheiterte schon nach zwei Jahren, da die Lehrinhalte nicht mehr zeitgemäß waren; dem Handel und Gewerbe treibenden Bürgertum fehlten die „Realien“ wie Geschichte, Geographie, Mathematik, Naturlehre.
Mitte der dreißiger Jahre strebte die Regierung in München – die Pfalz gehörte seit 1816 zu Bayern – deshalb eine Schulreform an, der sich die Bergzaberner Stadträte auf nachdrücklichen Wunsch der Bürgerschaft anschlossen. Im Mai 1836 begann der junge Historiker Georg Weber die Arbeit an der wieder eröffneten Lateinschule. Weber wurde 1808 in Bergzabern geboren und verfasste in seiner Heidelberger Zeit eine viel beachtete Weltgeschichte.

### Die Revolution von 1848/49
In der Revolution von 1848/49 bekannten sich etliche Bergzaberner Lehrer zu deren Zielen und wurden deshalb durch die Schulbehörde gemaßregelt. So wurde nach der Amtsenthebung des Schulleiters die Schule bis zum Sommer 1849 offiziell geschlossen. Danach hatte sie wieder mit schwindenden Schülerzahlen zu kämpfen, weil nach der gescheiterten Revolution viele Pfälzer Familien ihre Heimat verließen und nach Amerika auswanderten.

### Im Kaiserreich
Die bayrische Schulordnung von 1874 sah für Lateinschulen jetzt fünf statt vier Klassen vor. Neben der klassischen Bildung und der christlichen Erziehung wurde dritter Schwerpunkt der muttersprachliche Unterricht. Daneben wurden zeitweise die „Realien“ Geschichte und Geographie unterrichtet sowie als Pflichtfach Turnen. Wahlfächer, die meist von den Volksschullehrern der Stadt unterrichtet wurden, waren Gesang, Schönschreiben und Zeichnen.
1894 wurde eine sechste Klasse eingerichtet, die Lateinschule somit zum Progymnasium erhoben, ein Schritt, der nicht die erhoffte Wirkung hatte und deshalb auf Antrag des Stadtrates 1908 durch die Rückstufung zur fünfklassigen Lateinschule revidiert wurde.

### Erster Weltkrieg und Weimarer Republik
Im Ersten Weltkrieg war der Schulbetrieb aus naheliegenden Gründen eingeschränkt: Wehrertüchtigungsübungen für die Schüler, Abordnungen von Lehrkräften an andere Schulen oder ihre Einberufung zum Militärdienst, sachfremde Nutzung der Räumlichkeiten, z. B. der Schulturnhalle als Magazin und ähnliches bestimmten den Schulalltag.
Nach 1918 griff die französische Besatzungsmacht ins Schulleben ein. Französisch wurde zur ersten Pflichtfremdsprache, aus der Schulbücherei wurden Schriften mit nationalistischem oder militaristischem Inhalt entfernt, Übungen militärischer Art waren verboten. Lehrkräfte wurden bei Verfehlungen aus der linksrheinischen Pfalz ausgewiesen oder gar inhaftiert. Das bayrische Kultusministerium erlaubte seit 1920 Mädchen den Zugang zu höheren Schulen; 1924 wurde zum ersten Mal ein Mädchen in die Lateinschule Bergzabern aufgenommen, die höhere Töchterschule wurde 1930 geschlossen.

### Nationalsozialistische Zeit
Bürgerschaft und Lehrkräfte waren vorwiegend national eingestellt und lehnten die Republik ab. Andersdenkende Lehrer passten sich nach der Machtübernahme der Nationalsozialisten der neuen Ideologie und deren veränderten Erziehungszielen an, ein „unzuverlässiger“ Lehrer wurde entlassen.
1937 wurde im höheren Schulwesen des Deutschen Reichs die Einheitsschule eingeführt: die Oberschule für Jungen und die Oberschule für Mädchen. Die Schulzeit wurde um ein Jahr auf acht Jahre verkürzt. Wo es wie in Bergzabern nur e i n e höhere Schule am Ort gab, wurde Koedukation zugelassen. Der Anteil der Mädchen in der Oberschule betrug in Bergzabern etwa ein Drittel. Körperlich behinderte, „erbkranke“ und „artfremde“ Kinder und Jugendliche waren vom Besuch der höheren Schulen ausgeschlossen. Die letzte jüdische Schülerin musste 1938 die Oberschule verlassen.

### Zweiter Weltkrieg
Zu Beginn des Zweiten Weltkrieges wurde die „Rote Zone“, das Grenzgebiet zu Frankreich, vollständig evakuiert. Stadt und Landkreis Lichtenfels in der Oberpfalz nahmen die „rückgeführten“ Bergzaberner auf, die Lehrer der Lateinschule wurden zur Wehrmacht eingezogen oder anderen Schulen in Bayern zugewiesen. Der Schulleiter führte seine Dienstgeschäfte von Nürnberg aus. Nach dem Frankreichfeldzug kehrten die Pfälzer heim. Bis zur zweiten Evakuierung Ende 1944, als die Front sich vom Elsass her näherte, blieb die Lage der Bergzaberner Oberschule aber schwierig: nach der Rückkehr hatte man verwüstete Schulräume vorgefunden, Mobiliar und Unterrichtsmaterialien waren verschwunden, Lehrer fehlten, Arbeitseinsätze der Jugendlichen und Kriegseinsätze als Flakhelfer machten ein planmäßiges und kontinuierliches Unterrichten unmöglich. Überdies wurden Schüler aus dem bombardierten Ludwigshafen zusätzlich aufgenommen. Ende März 1945 wurde die Pfalz schließlich besetzt, am 28. Mai wurden alle Schulen in der französischen Besatzungszone geschlossen. Der Unterricht ruhte bis in den Herbst hinein.

### Nach 1945
Am 17. Oktober 1945 wurde der Unterricht in den Schulen Bergzaberns wieder aufgenommen, an einen geregelten Schulbetrieb war aber lange noch nicht zu denken. In jeder Hinsicht herrschte Mangel: Räume, Möbel, Bücher, Hefte, Brennstoff, Nahrung – alles fehlte, Improvisation war an der Tagesordnung, neben dem Schulleiter erteilten lediglich zwei Studenten den Unterricht. Literaturunterricht wurde aus den Beständen elterlicher Bücherschränke erteilt, kaputte Fensterscheiben wurden notdürftig mit Pappe repariert, bei extremer Kälte fiel der Unterricht aus.

### Vom Progymnasium zum Gymnasium
1950 wurde die höhere Schule Bergzaberns wieder zum Progymnasium mit sechs Klassen und zwei Zweigen: dem naturwissenschaftlichen und dem neusprachlichen. Schon früh gab es erste Überlegungen, das Progymnasium zum Gymnasium auszubauen. Erst ab 1961 wurde dieser Plan umgesetzt, allerdings mit der Einschränkung, dass es aufgrund der zu erwartenden geringen Schülerzahl nur einen neusprachlichen Zweig geben würde. 1962 fiel in Rheinland-Pfalz das bis dahin obligatorische Schulgeld für die höheren Schulen weg. 1966 wurden zum ersten Mal in Bad Bergzabern, wie die Kurstadt seit 1964 hieß, Abiturienten entlassen. Mit der von der Kultusministerkonferenz 1972 beschlossenen Oberstufenreform entfiel die Beschränkung auf den neusprachlichen Schwerpunkt: 1974/75 wurde in Bad Bergzabern die Mainzer Studienstufe eingeführt, die Schülerinnen und Schüler setzten ab Klassenstufe 11 mit der Wahl dreier Leistungsfächer ihren individuellen Schwerpunkt.

### Das Schulzentrum entsteht
Ein zweiter Wunsch erfüllte sich mit dem Ausbau zum Gymnasium: Die höhere Schule Bergzaberns erhielt ein eigenes Gebäude. Bis dahin war die Lateinschule immer in verschiedenen mehr oder weniger geeigneten Räumlichkeiten der Stadt untergebracht, zuletzt im Schloss unter einem Dach mit den beiden konfessionellen Volksschulen.
1964 wurde der Neubau am südlichen Rand der Stadt bezogen, ein Erweiterungsbau wurde schon 1969 fertiggestellt. Die Volksschulen verließen ebenfalls das Schloss und wurden in unmittelbarer Nachbarschaft des Gymnasiums in einem weiteren Neubau untergebracht; eine gemeinsame Aula, Turnhallen und Sportplätze entstanden, das Ganze wurde durch eine „schöne Schullandschaft“ zusammengebunden.
Ende der siebziger Jahre nahm ein weiterer Neubau die 1970 als Außenstelle von Annweiler gegründete Bergzaberner Realschule und die Hauptschule, die jetzt Mittelpunktschule war, auf. Die Grundschule blieb im Gebäude der ehemaligen Volksschulen. In rund anderthalb Jahrzehnten war so ein weitläufiges Schulzentrum entstanden. Von 2008 bis 2011 wurde das Gymnasium saniert, umgebaut und neu strukturiert.

### Das Gymnasium in der Kooperativen Gesamtschule
Gymnasium und Hauptschule, später auch die selbstständig gewordene Bad Bergzaberner Realschule bildeten ab 1974 eine Kooperative Gesamtschule mit einer gemeinsamen Orientierungsstufe des Gymnasiums und der Realschule, mit einem Lehreraustausch zwischen allen drei Schularten sowie mit schulart- und jahrgangsübergreifenden Arbeitsgemeinschaften einschließlich des Nachmittagsangebots „Arbeiten und Spielen“ in den Orientierungsstufen. Die Kooperative Gesamtschule entwickelte sich zu einer offenen Ganztagsschule. Die drei kooperierenden Schulen blieben aber selbständig. Einer der Schulleiter übernimmt turnusmäßig die Federführung in der Kooperation.

### Das Schulprofil
Das heutige Profil des Gymnasiums wurde von den frühen siebziger Jahren an entwickelt durch die Einführung des Französischen als erster Fremdsprache und des bilingualen Unterrichts ab der fünften Klasse (1970) sowie des „AbiBac“ (1996, deutsch-französisches Abitur). In der gemeinsamen Orientierungsstufe sowie in den Klassen 7 und 8 gibt es seit 1992 Bläserklassen, an Stelle der Streicher-AG (1999) wird ab 2012 eine Streicherklasse eingerichtet. Die Schüler erlernen hier im Rahmen des regulären Musikunterrichts durch gemeinsames Musizieren ein Instrument. Die erlernten Fähigkeiten können ab Klasse 9 im Rahmen von Arbeitsgemeinschaften vertieft werden. Seit 2009 ist das Gymnasium Ausbildungsschule.

### Die Namensgebung
Die Namensgebung erfolgte durch einen am 13. Februar 2006 gefassten Beschluss des Kreistages Südliche Weinstraße. In einem Festakt am 18. Mai des gleichen Jahres wurde dem Schulzentrum der neue Name „Alfred-Grosser-Schulzentrum“ in Anwesenheit des Namensgebers verliehen. Der französische Politologe und Publizist Alfred Grosser, in Frankfurt am Main geboren und 1933 mit der Familie vor den Nazis nach Frankreich geflohen, wirkt seit Ende des Zweiten Weltkrieges als Mittler und Versöhner zwischen Deutschen und Franzosen. Die Laudatio hielt der Politologe Ulrich Sarcinelli von der Universität Koblenz-Landau.

## Lehrer
- Johann Carl Bonnet, ab 1760
- Georg Weber, von 1835 bis 1838

## Schüler
- Georg Wilhelm Petersen (1744–1816), Theologe
- Heinrich Cramer
- Julius Kranzbühler
- Fritz Rudolf Wüst
- Timo Gross
- Volker Wissing (* 1970), Abitur 1989, Jurist und Politiker
- Martin Blankemeyer (* 1971), Abitur 1990
- Alexander Schweitzer (* 1973), Abitur 1993
- Felix Lampert (* 1982), Schauspieler
- Joachim Herrgen